# Days N' Daze
Pour les articles homonymes, voir Days et DND.
Days N' Daze, aussi abrégé DnD, est un groupe américain de punk folk, originaire de Houston, au Texas. Il interprètent un type musical qu'ils appellent « H-Town Thrashgrass ». Promouvant une forte éthique de DIY, Days N' Daze enregistrent, produisent et promeuvent leur musique de façon indépendante. Les thèmes de leur chanson vont du terrorisme, en passant par les questions environnementales, à l'anxiété.
Ils sont connus pour leurs spectacles énergiques. Days N' Daze ont fait de nombreuses tournées aux États-Unis et au Canada, jouant de tout, en concert privé ou en Festivals, jouant aux côtés de Leftöver Crack et Weezer. Depuis leur formation, Days N' Daze compte plus de 11 albums, des albums live et splits.

## Histoire
Le groupe est formé en 2008 à Houston, au Texas, par le duo Whitney Flynn et Jesse Sendejas. Tous deux se connaissaient depuis le lycée et étaient amoureux avant la fondation du groupe. Au fil des ans, Days N' Daze ont recruté d'autres musiciens pour créer un line-up complet et un groupe de tournée.
En 2013, leurs albums The Oogle Deathmachine et Rogue Taxidermy ont reçu une grande acclamation de la critique[réf. nécessaire], augmentant la popularité de Days N' Daze et en faisant d'eux l'un des groupes les plus populaires de punk folk  à s'être formé au cours des dernières années, avec Mischief Brew et Ramshackle Glory.
Days N' Daze joue dans leur line-up actuel depuis 2014. En remplacement de Freddie Boatright, qui a quitté le groupe après avoir eu un enfant, Geoff Bell est recruté en 2013 comme joueur de contrebassine lors d'une soirée spéciale contrebassine, cinq jours avant la début d'une prochaine tournée DnD. Meagan Michelle rejoint le groupe en 2014 lorsque leur joueur de planche à laver de l'époque se voit interdire de traverser les frontières de l'État pour des raisons juridiques. Days N' Daze a une longue histoire de tournées avec plusieurs groupes connus. et des artistes dont : Leftöver Crack, We the Heathens, The Infamous Stringdusters, MDC, Morning Glory, Night Gaunts (NZ), Cancerslug, ou le Sextet du fondateur de Black Flag, Chuck Dukowski.
Days N' Daze annoncent une tournée en Europe en 2016. Le 20 décembre 2019, Days N' Daze annonce travailler sur un nouvel album. Le 1er mai 2020, l'album Show Me the Blueprints sort.

## Membres

### Membres actuels
- Jesse Sendejas – chant, guitare acoustique, accordéon, banjo (depuis 2008)
- Whitney Flynn – chant, trompette, ukulélé (depuis 2008)
- Geoff Bell – contrebassine, chœurs (depuis 2013)
- Meagan Michelle – planche à laver, chœurs (depuis 2014)

### Anciens membres
- Marissa Sendejas - chœurs, planche à laver, piano (2011-2013)
- Freddie Boatright - chœurs, contrebassine (2011-2012)
- Emma Polunski - accordéon (2016-2019) (†)
- Keenan Peters - cuillères (2011-2019) (†)

## Discographie

### Albums studio
- 2008 : We Never Said It Was Good
- 2009 : Perfectly Dysfunctional
- 2010 : Here Goes Nothin'
- 2011 : Ward Off The Vultures
- 2013 : The Oogle Deathmachine
- 2013 : Rogue Taxidermy
- 2016 : Crustfall
- 2020 : Show Me The Blueprints

### Splits
- 2012 : Days N' Daze // Arroyo Deathmatch Split
- 2014 : Days N' Daze // Rail Yard Ghosts Split
- 2014 : Days N' Daze // Broken Bow Split
- 2015 : Thanks Mom! Split w/ Chicos Del Muertos (Live Recordings)
- 2015 : Days N' Dayze // Night Gaunts Split

### Clips
- 2014 : Misanthropic Drunken Loner
- 2014 : Fallout
- 2015 : Call In the Coroner
- 2016 : Post-Party Depression
- 2016 : Bedbugs and Beyond